# Pyura legumen
Pyura legumen är en sjöpungsart som först beskrevs av René-Primevère Lesson 1830.  Pyura legumen ingår i släktet Pyura och familjen lädermantlade sjöpungar.
Artens utbredningsområde är Södra Ishavet. Inga underarter finns listade i Catalogue of Life.